# Lajka (hond)

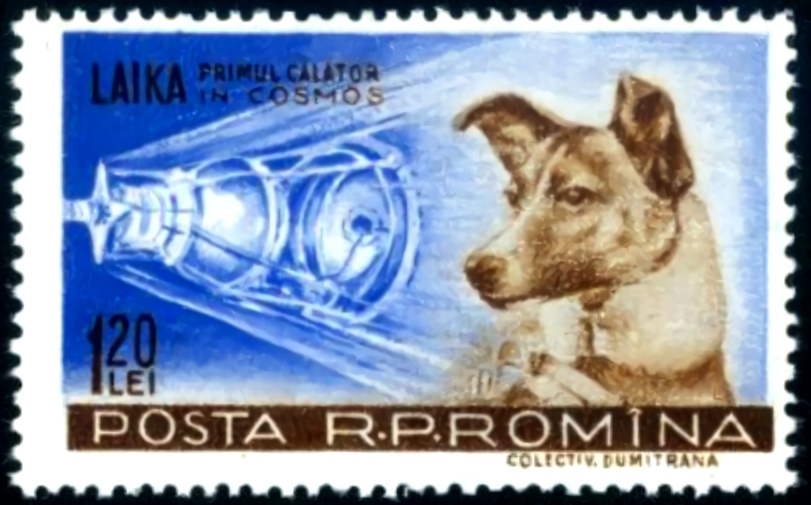
Roemeense postzegel van 10 december 1957 met hond Laika

Lajka (Russisch: Лайка), vaak geschreven als Laika, was een Russische hond en het eerste wezen dat levend rond de aarde cirkelde. Al eerder waren er zowel door de Sovjet-Unie als door de VS dieren de ruimte ingeschoten, maar die hadden geen omloop volbracht.
De naam Lajka betekent letterlijk "blaffer" en is de naam van enkele jachthondenrassen. Lajka was in Moskou van de straat gehaald. Lajka was 3 jaar oud en woog ongeveer 6 kilogram. Ze reisde met de Spoetnik 2 die op 3 november 1957 vanuit Leninsk werd gelanceerd. Spoetnik 2 was niet ontworpen om weer te landen en verbrandde bij terugkeer in de atmosfeer op 14 mei 1958, maar Lajka was lang voor dat moment al dood. Het plan was geweest haar voor die tijd door een vergif in het voedsel te laten sterven, maar in oktober 2002 werd bekend dat Lajka al na een paar uur in de ruimte was overleden aan oververhitting en stress, voordat de vierde omloop ten einde was.

## Nagedachtenis

### Muziek
- De Spaanse band Mecano droeg het nummer Laika op aan de ruimtehond. Lajka was tevens te zien in de videoclip van het nummer.
- De Deense artiest Trentemøller droeg het nummer Moan op aan Lajka, die ook in de videoclip te te zien was.
- De Canadese band Arcade Fire vergeleek in het nummer Neighborhood#2 (Laika) een avontuurlijke broer Alexander met de hond Lajka.
- De Duitse band De-Phazz beschreef in het nummer astrud astronette, de belevenissen van Lajka vanaf de lancering in de ruimte.
- Zangeres Maria Daines, een zangeres die vaak over dieren en hun rechten zingt, heeft een lied voor Lajka geschreven, getiteld Laika.
- Een remixalbum van Spacemonkeyz met dubversies van nummers van het debuutalbum van Gorillaz werd uitgegeven met de naam Laika Come Home.
- In het album Caress Your Soul van de Australische band Sticky Fingers staat het nummer Laika. De band zingt over de waarschijnlijke gedachten van de hond. Het album is uitgebracht in 2013.
- In 2014 ging in de Stadsschouwburg Amsterdam de opera Laika van componist Martijn Padding naar een libretto van P.F. Thomése in première.
- In 2025 brengt de Noorse zangeres Emmy een ode aan Laika met haar Eurovisie-inzending voor Ierland, genaamd Laika party.

### Boeken
- In zijn roman De Koning Komt verzorgt Mohammed Benzakour een eerbetoon aan Lajka.
- De Japanse auteur Haruki Murakami publiceerde in 1999 de roman Sputnik Sweetheart, in 2004 door Elbrich Fennema vertaald.
- De Nederlandse kinderboekenschrijfster Bibi Dumon Tak schreef in Laika tussen de sterren, het kinderboekenweekgeschenk van 2006, een verhaal over Lajka.
- De Vlaamse kinderboekenschrijver Frank Pollet wijdde in zijn informatieve boek Zoo de ruimte in! een uitgebreid hoofdstuk aan Lajka. En in zijn dichtbundel Bullshit & Gedaas! staat een gedicht dat gewijd is aan het straathondje uit Moskou.

### Diverse
- In het spel Minerwars 2081 is er een Russisch handelsstation genaamd Laika.
- In de Japanse visuele roman Little Busters! is een van de personages, Kudryavka, geïnspireerd op en vernoemd naar Lajka. Kudryavka was de oorspronkelijke naam van Lajka.[2]
- In de video game Arknights is het personage Kristen Wright, een honden-kemonomimi die naar de ruimte wil, een referentie naar Lajka. Haar uiteindelijke lot is ook in lijn met dat van Lajka.